# Tonny Landy
Tonny Landy (født Nuppenau den 30. juli 1937, død 3. februar 2024) var en dansk operasanger (tenor) og skuespiller. Han debuterede i 1966 som operasanger på Det Kongelige Teater som Alfredo i La Traviata. 
Han sang på operaen i Lübeck og derefter 9 år ved operaen i Göteborg. I 1978 blev han fastansat ved Det Kgl. Teater og medvirkede frem til 1994 i mere end 700 forestillinger i 40 forskellige partier. 
I 1980-94 var han forstander for Operaakademiet og underviste i sang siden 1986 på Det Kgl. Danske Musikkonservatorium i København og Det Jyske Musikkonservatorium i Aarhus. 
I 1992-99 var han med i det faste panel i radioudsendelsen Spørg bare og optrådt på tv-kanalen dk4 som kyndig opera- og sangguide af serien "Sangernes Værksted".
Han medvirkede desuden i en række film, bl.a. Blomsterfangen, Krystalbarnet, Den blå munk, Max, Switching og TV-serierne Dybt vand, Skjulte spor, Hotellet og Forsvar.
Han var gift med sangerinden Tove Hyldgaard, og dannede sammen med hende gennem mange år musikalsk par. 
I 1977 udnævnt til Ridder af Dannebrog.